# Spermatogenese
Die Spermatogenese (altgriechisch σπέρμα spérma „Same“, γένεσις génesis „Entstehen, Werden“) ist die Bildung von Spermien, also männlichen Keimzellen.
Im Folgenden wird die Spermatogenese des Menschen, also des Mannes besprochen. Sowohl bereits pränatal als auch während der Pubertät bilden sich Spermatogonien aus den Stammzellen im Hoden (den sog. Stammspermatogonien). Nach der Pubertät können Spermatogonien zu Spermatocyten 1. Ordnung differenzieren (Zellvergrößerung). Zuvor teilen sie sich jedoch mitotisch, so dass (im Gegensatz zur Oogenese) der Bestand an Keimzellen im Organismus zeitlebens regeneriert wird (Spermatocytogenese). Die Spermatogenese kann also in drei Stufen gegliedert werden: Die mitotische Vermehrung, die meiotische Reifung und schlussendlich die Differenzierung oder Spermiogenese.

## Stufen

### Vermehrung
Im geschlechtsreifen Hoden liegen als Vorrat Stamm-Spermatogonien, aus welchen sich zwei Arten von Spermatogonien bilden: A-Spermatogonien und B-Spermatogonien. Die A-Spermatogonien gehen direkt aus den Stamm-Spermatogonien hervor und teilen sich mitotisch in zwei Tochterzellen, von denen eine bei den Stamm-Spermatogonien verbleibt, um zeitlebens eine konstante Population zu gewährleisten, während die zweite Tochterzelle sich weiter teilt. Diese neuen Zellen, die B-Spermatogonien, gehen in die nächste Phase, die Reifung.
B-Spermatogonien sind durch Cytoplasmafortsätze verbunden und bilden so Gruppen, die zusammen und gleichzeitig durch die folgenden Stadien gehen.

### Reifung
Die B-Spermatogonien wandern durch die Blut-Hoden-Schranke Richtung Hodenkanälchen (Tubuli seminiferi contorti). Jetzt werden sie als Spermatocyten 1. Ordnung (primäre Spermatocyten) bezeichnet. Diese durchlaufen dann die 1. Reifeteilung (Meiose I, Haploidisierung), woraus jeweils zwei Spermatocyten 2. Ordnung (sekundäre Spermatocyten) hervorgehen. Darauf folgend beginnt die 2. Reifeteilung (Meiose II, Äquationsteilung), woraus jeweils zwei Spermatiden hervorgehen. Es sind also aus einem Spermatozyt 1. Ordnung vier Spermatiden entstanden, welche sich durch den letzten Schritt – die Spermiogenese – zu Spermien entwickeln.

### Spermiogenese
In der Spermiogenese reifen die Spermatiden zu Spermien. Dabei kommt es zu einer Kernkondensation, einem Zellplasmaverlust und der Ausbildung einer Kinozilie (eines Schwanzes). Außerdem entsteht das Akrosom, das später dem Eindringen in die Eizelle dient, aus der Golgi-Region. Aus einem einzelnen, diploiden Spermatogonium gehen also durch Meiose vier haploide Spermien hervor, wobei zwei davon ein X-Chromosom und zwei ein Y-Chromosom tragen.

## Zeitlicher Ablauf
Der Vorgang der Spermatogenese dauert beim Menschen etwa 64 Tage. In dieser Zeit „wandern“ die sich entwickelnden Keimzellen von der Basis der Hodenkanälchen (Tubuli seminiferi) zum Lumen der Hodenkanälchen, wobei die mitotische Vermehrung der Spermatogonien ungefähr 16 Tage, die 1. Reifeteilung ungefähr 24 Tage, die 2. Reifeteilung nur wenige Stunden und die Spermiogenese wieder 24 Tage dauert.

## Hormonelle Regulation
Das hypophysäre LH (Luteinisierendes Hormon) steuert durch einen negativen Rückkopplungsmechanismus unter Einbeziehung des Hypothalamus die Testosteronproduktion. Das gebildete Testosteron wird über Blut und Lymphe in sämtliche Gewebe transportiert, wirkt aber vor allem im Gehirn und in den Geschlechtsorganen. Dort muss das Testosteron die Blut-Hoden-Schranke passieren, da es für die Spermatogenese entscheidend ist. Dies wird ermöglicht durch das ebenfalls hypophysäre FSH: Das FSH fördert in den Sertoli-Zellen den Bau von Testosteron-bindenden Proteinen, welche es durch die Blut-Hoden-Schranke transportiert.
Ebenfalls wichtig für die Spermatogenese sind die Leydig-Zwischenzellen, die zwei Blütenstadien durchlaufen: während der Embryonalentwicklung der Hoden und LH-induziert in der Pubertät. Sie können nun Testosteron produzieren.

## Vergleich zur Oogenese
Das weibliche Gegenstück zur Spermatogenese ist die Oogenese. Im Vergleich zur Oogenese werden bei der Spermatogenese hydromobile kompakte Zellen gebildet, die in der Lage sind, aktiv eine Eizelle zu befruchten. In der Spermatogenese werden vier Spermien erzeugt, wo die analogen Schritte der Oogenese nur eine Eizelle hervorbringen. Während in der Spermiogenese das Cytoplasma mit den Mitochondrien weitgehend entfernt wird, bleibt den Oozyten beides erhalten. Auch gibt es beim Mann keine ausgeprägten Zyklen der Hormonregulation, wie sie die Oogenese der Frau steuern.